# Massacro di Eilabun

Il villaggio di Eilabun nel 1951, tre anni dopo l'eccidio

Il massacro di Eilabun fu commesso dai soldati delle forze di difesa israeliane durante l'operazione Hiram il 30 ottobre 1948, che portò alla conquista del villaggio cristiano di Eilabun e alla sua inclusione nel Distretto Settentrionale di Israele. Secondo fonti palestinesi, i soldati israeliani uccisero 14 civili sulla piazza del villaggio e un passante, mentre fonti israeliane riportano solo 12 vittime. I restanti abitanti furono espulsi verso il Libano, vivendo come rifugiati per alcuni mesi prima di poter tornare nel 1949 come parte di un accordo tra lo stato di Israele e l'arcivescovo Massimo V Hakim.
È stato uno dei pochi villaggi arabi in cui la maggior parte degli sfollati è stata finalmente in grado di tornare.

## Eventi
I villaggi cristiani, che di solito erano amichevoli o non ostili allo Yishuv, erano generalmente lasciati in pace dalle forze Yishuv. Nel settembre 1948, le forze dell'Esercito arabo di liberazione (ALA) di Fawzi al-Qawuqji occuparono Eilabun, nella Galiea settentrionale, e il 12 settembre due soldati israeliani furono uccisi su una collina vicina, l'Avamposto 213. Le teste mozzate dei soldati israeliani furono trasportate dalle truppe dell'ALA e dagli abitanti del villaggio in una processione attraverso Eilabun.
Il 25 ottobre 1948 gli Israeliani attaccarono Eilabun e i villaggi vicini. Dopo una battaglia dell'operazione Hiram fuori dal villaggio in cui furono feriti sei soldati israeliani e quattro auto blindate israeliane furono distrutte, il 12º battaglione della Brigata Golani entrò nel villaggio il 30 ottobre 1948. Gli abitanti del villaggio sventolarono bandiere bianche e furono scortati da quattro preti locali. La maggior parte degli abitanti del villaggio si era nascosta in due chiese. I soldati tuttavia erano arrabbiati a causa delle perdite in battaglia, della precedente processione e del ritrovamento di una testa in decomposizione in una delle case.
Il comandante dell'IDF fece portare nella piazza 17 giovani locali e ne fece fucilare 14. Dopo ordinò che gli 800 abitanti riuniti venissero condotti nella vicina Maghar. Un altro uomo anziano fu ucciso dal fuoco di un'auto blindata lungo la strada. Circa 42 giovani finirono in un campo di detenzione per prigionieri di guerra e gli abitanti furono espulsi in Libano.
A Eliabun erano rimasti circa 52 abitanti, principalmente anziani e bambini. I sacerdoti del villaggio si lamentarono amaramente dell'espulsione degli abitanti del villaggio e chiesero il loro ritorno. A seguito di un'indagine delle Nazioni Unite e delle pressioni del Vaticano e di discussioni all'interno del governo israeliano, agli abitanti del villaggio fu permesso di tornare e ricevere la cittadinanza israeliana come parte di un accordo del 1949 tra lo stato di Israele e l'arcivescovo Massimo V Hakim in cambio della futura buona volontà di Hakim. Nel 1967, Hakim fu elevato a Patriarca della Chiesa cattolica melchita d'Oriente.
L'evento è stato documentato in un rapporto degli osservatori delle Nazioni Unite. Nel 1983 le vittime furono commemorate da un monumento adiacente al cimitero cristiano di Eilabun. Un secondo monumento commemorativo del massacro è stato costruito nel 1998 ma è stato subito vandalizzato.

## Documentari
Il massacro di Eilabun è il soggetto principale del mediometraggio del 2007 The Sons of Eilaboun di Hisham Zreiq, un documentario basato sugli eventi raccontati dagli abitanti del villaggio. Nel 2016, lo stesso regista ha realizzato When It All Began, una versione più estesa e approfondita.